# The Republic of Sarah
The Republic of Sarah je americký dramatický televizní seriál, jehož autorem je Jeffrey Paul King. Premiérově byl vysílán v roce 2021 na stanici The CW, celkově vzniklo 13 dílů. Objednávka seriálu byla oznámena 12. května 2020, zrušen byl po první řadě z důvodu nízké sledovanosti.

## Příběh
Ospalé městečko Greylock v New Hampshire čelí hrozbě, protože bylo pod ním objeveno velké ložisko vzácného coltanu. Společnost Lydon Industries chce tyto zásoby vytěžit, což by ovšem znamenalo zánik města. Středoškolská učitelka Sarah Cooper chce svůj domov zachránit, a proto se postaví do čela odporu místních obyvatel. Na základě kartografických nejasností vyhlásí nezávislost Greylocku, což potvrdí i americký federální soud. Greylock tak není a nikdy nebyl součástí USA, takže Sarah se svými sousedy musí od základů vybudovat nový vlastní stát.

## Obsazení
- Stella Baker jako Sarah Cooper
- Luke Mitchell jako Danny Cooper
- Hope Lauren jako Corinne Dearborn
- Nia Holloway jako Amy „AJ“ Johnson
- Ian Duff jako Grover Sims
- Forrest Goodluck jako Tyler Easterbrook
- Landry Bender jako Bella Whitmore
- Izabella Alvarez jako Maya Jimenez
- Megan Follows jako Ellen Cooper

## Vysílání
| Řada | Díly | Zveřejnění v USA | Zveřejnění v USA |
| Řada | Díly | První díl        | Poslední díl     |
| ---- | ---- | ---------------- | ---------------- |
| 1    | 13   | 14. června 2021  | 6. září 2021     |